# Amit Chaudhuri

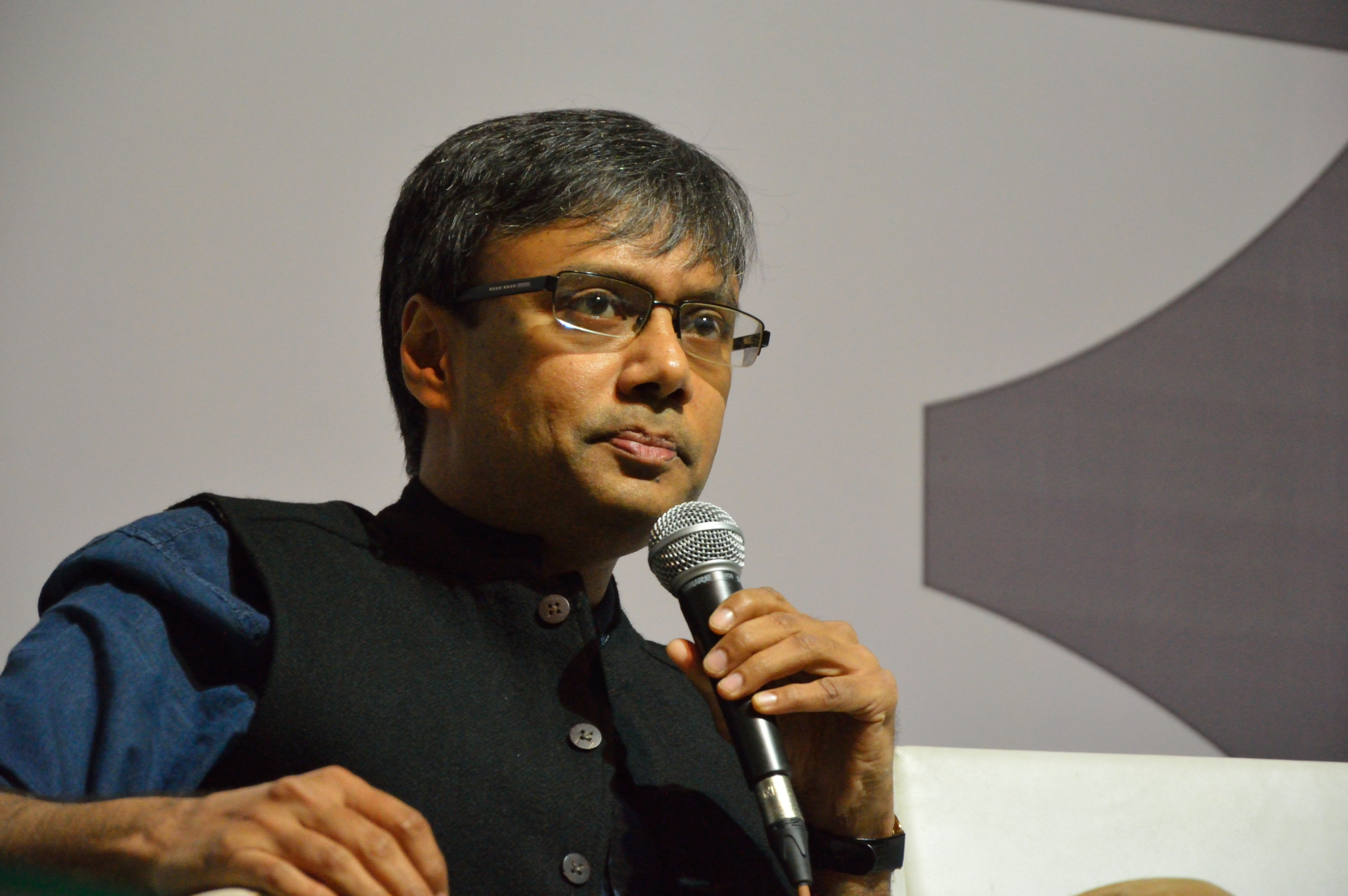
Amit Chaudhuri, 2014

Amit Chaudhuri (bengalisch: অমিত চৌধুরী, Amit Caudhurī; geboren am 15. Mai 1962 in Kolkata, Westbengalen) ist ein indischer Schriftsteller, Musiker und Professor für zeitgenössische Literatur an der University of East Anglia. Er schreibt in englischer Sprache und wurde mit mehreren internationalen Preisen ausgezeichnet.

## Leben
Chaudhuri wurde 1962 in Kolkata geboren und wuchs in Mumbai auf. Er studierte Anglistik am University College London und promovierte mit einer Arbeit über D. H. Lawrence am Balliol College in Oxford. Zwischen 1992 und 1999 hatte er Lehraufträge in Oxford und Cambridge und lebte in dieser Zeit zwischen Indien und England. Er hielt Vorträge über englischsprachige Literatur an verschiedenen englischen und amerikanischen Universitäten und arbeitete als Literaturkritiker für namhafte Zeitungen. Seinen ersten Roman A Strange and Sublime Address hatte er bereits 1991 veröffentlicht. 1999 kehrte Chaudhuri zurück nach Kolkata, wo er seitdem lebt. Im Jahr 2002 war er Gastprofessor an der Columbia University, 2005 an der Freien Universität Berlin. Er ist Professor für zeitgenössische Literatur an der University of East Anglia. Chaudhuri ist verheiratet und hat eine Tochter.

## Werk

### Musik
Chaudhuri betätigt sich auch als Sänger im Bereich der klassischen nordindischen Musik. Bis heute hat er zwei CDs veröffentlicht, die überwiegend positiv rezensiert wurden. Die indische Musik bringt er mit westlichen Einflüssen wie Rock und Jazz zusammen. Dabei strebt er keine Fusion der beiden Traditionen an, sondern versucht nach eigenen Aussagen, zwischen den beiden Musikstilen, die er seit seiner Kindheit kennt, Parallelen zu finden. Indem er sie aufeinander bezieht, möchte er Hörern aus dem jeweils anderen Kulturkreis einen Zugang ermöglichen. Dabei arbeitet er mit Musikern aus beiden Traditionen zusammen. Chaudhuri hatte mit seinen Bands zahlreiche internationale Auftritte.

## Bibliografie

### Prosa
- A Strange and Sublime Address, 1991 (dt. Eine seltsame und erhabene Adresse)
- Afternoon Raag, 1993 (dt. Raga des Nachmittags, in: Die Melodie der Freiheit. Drei Romane. Aus dem Engl. von Gisela Stege. Blessing, München 2001.)
- Freedom Song, 1998 (dt. Die Melodie der Freiheit. Drei Romane. Aus dem Engl. von Gisela Stege. Blessing, München 2001.)
- A New World, 2000 (dt. Ein Sommer in Kalkutta. Aus dem Engl. von Gisela Stege. Blessing, München 2002.)
- Real Time: Stories and a reminiscence, 2002 (dt. Betörungen und fromme Lügen. Aus dem Engl. von Barbara Heller. Blessing, München 2005.)
- The Immortals, 2009 (dt. Mrs. Sengupta will hoch hinaus. Aus dem Engl. von Barbara Heller. Blessing, München 2011.)
- Odysseus Abroad. Oneworld, 2015
- Friend of my Youth, 2017

### Lyrik
- St. Cyril Road and Other Poems, 2005

### Essays und Kritik
- Picador/Vintage Book of Modern Indian Literature, 2001 (als Herausgeber)
- D. H. Lawrence and ‘Difference’: Postcoloniality and the Poetry of the Present, 2003
- Small Orange Flags, 2003
- Clearing A Space: Reflections on India, Literature and Culture, 2008
- Memory's Gold: Writings on Calcutta, 2008
- Calcutta: Two Years in the City, 2013
- On Tagore: reading the poet today, 2013
- Literary activism: perspectives, 2017 (als Herausgeber)
- The origins of dislike, 2018
- Finding the Raga: An Improvisation on Indian Music Faber & Faber, 2021

### CD-Veröffentlichungen
- Hindustani Classical
- This is not Fusion, 2007

## Preise
- Betty Trask Prize (1991)
- Commonwealth Writers Prize für das beste Erstlingswerk (1992)
- K. Blundell Trust Award (1993)
- Southern Arts Literature Prize (1993)
- Encore Award (1994)
- Los Angeles Times Book Prize (2000)
- First Infosys Prize in the Humanities für herausragende Leistungen in der Literaturwissenschaft (2013)
- James Tait Black Memorial Prize for Biography für Finding the Raga: An Improvisation on Indian Music (2022)[5]